# Michael Hennet Sotomayor
Michael (Mikel) Hennet Sotomayor, är en av fyra sångare i det spanska bandet D'NASH.

## Biografi
Mikel Hennet Sotomayor föddes den 20 januari 1983 i Puerto de la Cruz, Teneriffa.
Som liten medverkade han i flera musikaler och hade också en roll i filmen Vente Conmigo. Vid 18 års ålder åkte han till Southampton i England för att lära sig engelska och studera audiovisuell kommunikation. Efter tre år återvände han till Spanien. Han började mer och mer tycka om musik och sång, och flyttade till Madrid för att gå i musikskola. Där träffade han Basty, Ony och Javi, och tillsammans blev de sedan bandet D'NASH. Mikel har en gång stått modell för en Asien-kollektion av Tommy Hilfiger.